# Verso eneassílabo
Verso eneassílabo, em uma composição poética, é um verso que apresenta 11 sílabas poéticas.
O ritmo mais comum em um verso eneassílabo é o Trímetro anapéstico, encontrado com frequência em hinos:

Co ra ção  do  Bra sil,  em  teu  sei o

cor re_o  san gue  de_he róis,  ru bro  vei o

que_há  de  sem pre_o  va lor  tra du zir.

...

Hino de Pernambuco (Oscar Brandão da Rocha)
 e em algumas letras de canções.
Cai  a  tar de tristonha e serena

Em macio_e  su a ve  lan gor

Des per tan do  no  meu  co ra ção

A  sau da de  do  pri mei ro_a mor.Ave Maria
Erotides de Campos
Há outros ritmos, menos frequentes, em verso eneassílabo, geralmente em letra de música.
Vi das  que  se_ a ca bam  a  sor rir,

lu zes  que  se_a pa gam,  na da  mais!Luzes da Ribalta
Charles Chaplin